# Brazauskienė
Brazauskienė ist ein litauischer weiblicher Familienname, abgeleitet von Brazauskas.

## Personen
- Julija Brazauskienė (1933–2011), Pulmonologin und erste Frau von Algirdas Brazauskas
- Kristina Butrimienė-Brazauskienė (* 1949), Unternehmerin und Politikerin von Vilnius, zweite Frau von Brazauskas